# Polityka jakości
Polityka jakości – część strategii organizacji dotycząca problematyki zarządzania jakością. Najczęściej przez "politykę jakości" rozumie się zwięźle zredagowany zbiór głównych tez związanych z zapewnieniem jakości i jako taki jest najważniejszym dokumentem systemu zarządzania jakością. Jest to dokument zespołowo redagowany i rozwijany przez zarząd we współpracy z pełnomocnikiem systemu zarządzania jakością. Polityka jakości ukazuje w krótkiej formie zadania realizowane długoterminowo na strategicznym poziomie zarządzania w wieloletniej, często nawet 10-letniej perspektywie. Polityka jakości określa działanie, rozwój i doskonalenie systemu jakości. Sekcja 5.3 normy ISO 9001 definiuje politykę jakości, m.in. wymaga by polityka jakości była sformułowana pisemnie, zakomunikowana i zrozumiała dla każdego pracownika organizacji.